# NTTドコモの主な携帯電話端末納入メーカー
NTTドコモの主な携帯電話端末納入メーカー（NTTドコモのおもなけいたいでんわたんまつのうにゅうメーカー）では、NTTドコモの主な携帯電話端末納入メーカーについて詳細に説明する。

## 2023年6月現在の納入メーカー
現在は以下の6社から納入する。

### 日本メーカー
- シャープ
- FCNT
- ソニー
- 京セラ

### 海外メーカー
- サムスン電子
- Apple
- Google

## 主な携帯電話端末納入メーカー

### ソニー
（旧ソニーモバイルコミュニケーションズ ← ソニー・エリクソン ← ソニー、エリクソン）

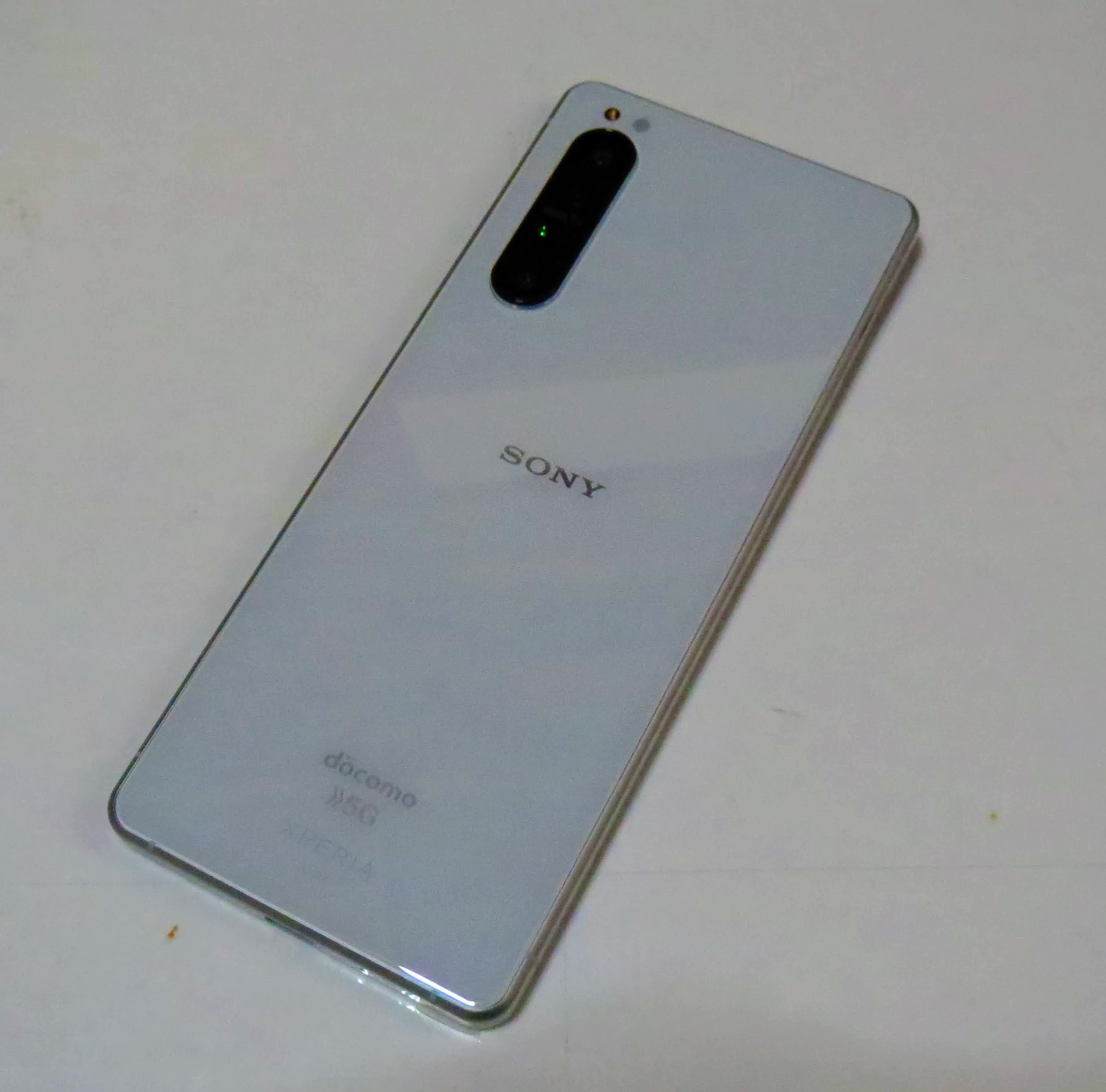
Xperia 1 II SO-51A (2020年6月)

略称「SO」（ソニー・エリクソン時代を含む。エリクソン単独時は「ER」） 2007年までの製品の箱の色はグレー。
当初はソニーとエリクソンがそれぞれドコモbyとして参画する（後にドコモbyは消滅）。ソニーの主な供給端末はSO101・SO502iWM・SO210i、エリクソンの主な供給端末はER205・ER207・ER209i。2001年にソニーとエリクソンの合弁事業に移行した。
ジョグダイヤルや予測変換システム「POBox」を採用した事による独特の操作体系や、メモリースティックを利用したVAIOなどソニー製品との連携機能等、他社にはない独自の雰囲気を持ち、固定ファンが多い。なお、SO503iSが唯一、ソニー製のデジタル・ムーバとして登場している。ソニー・エリクソン製の端末では、既にデジタル・ムーバブランドとなっていたSO504iおよびSO210i以降の端末が該当する。2004-2005年には小型ストレートタイプ携帯電話「premini」(SO213i)・「premini-II」(SO506i)を発表し話題となった。また、2005年8月に世界初となるAM、FM、TVチューナーつき携帯「RADIDEN」(SO213iWR)を発売した。
FOMAにおいてはシャープとSymbian OSベースでOSを共通化した。同社初のFOMA端末で、3メガカメラ搭載の第3世代携帯国内最小のSO902iを2006年3月21日に発売した。さらに、2006年冬モデルとして、液晶サイズがSH903iTVやauのW44S、ソフトバンク911SHとともに、当時の携帯電話で最大である3型のSO903iを発売した。2007年6月22日には、NTTドコモ向けでは同社初のワンセグ対応BRAVIAケータイSO903iTVを発売。こちらも3型の大型液晶を搭載している。2007年11月には、+JOG(プラスジョグ)や同社初のFOMAハイスピード対応のSO905iを発売した。これまで、外部メモリはメモリースティックDuoを採用してきたが、SO903iでは、miniSDカードとのデュアルスロットに変更され、SO703i、SO903iTV、SO905iではmicroSDスロットのみを搭載する。
2008年3月、日本国内の携帯電話機市場の飽和が進んでいる事と端末の開発費の高騰を受け、ドコモ向けの端末供給から撤退、国内の携帯事業を縮小し海外事業に注力する方針と報道 された。これに対し日本法人では、見直しを図ることは事実であるが撤退はしないと報道を否定。同年5月、本部（英国）が記者会見にて、ドコモ向けの開発を休止することを明らかにした と報じられる（実際、2008年以降の携帯端末はau向けのみを発売していた）が、その後同年10月17日付のニュースリリースで、NTTドコモ向けの商品化計画については「開発を含めてビジネスは継続する」ことを明言しており、その後2009年3月に日本経済新聞のインタビューに対して再度「ドコモ向け製品には必ず戻ってくる」と語っている。
2010年1月21日、NTTドコモは、従来のdocomo PRO seriesとは異なるスマートフォンのラインナップ「ドコモ スマートフォン」を立ち上げ、第1弾としてソニーエリクソン製のAndroid搭載スマートフォン「ドコモ スマートフォン Xperia」 (SO-01B) を発売することを明らかにした。2010年4月1日発売開始。ソニーエリクソンとしてはSO706i以来約1年9ヶ月ぶりのドコモ向け新端末の投入となる。以後、同社のドコモ向けラインナップはスマートフォンのみとなっている。
2012年にソニーとエリクソンが合弁を解消（株式のエリクソン持ち分をソニーが引き受け）。
2021年には、社名をソニー(Sony)へ変更。
2023年には、Xperia 1 V SO-51D / 10 V SO-52D / 5 V SO-53Dの3機種を販売。他のMNOと比較して幅広くXperiaを取り扱った。

### シャープ

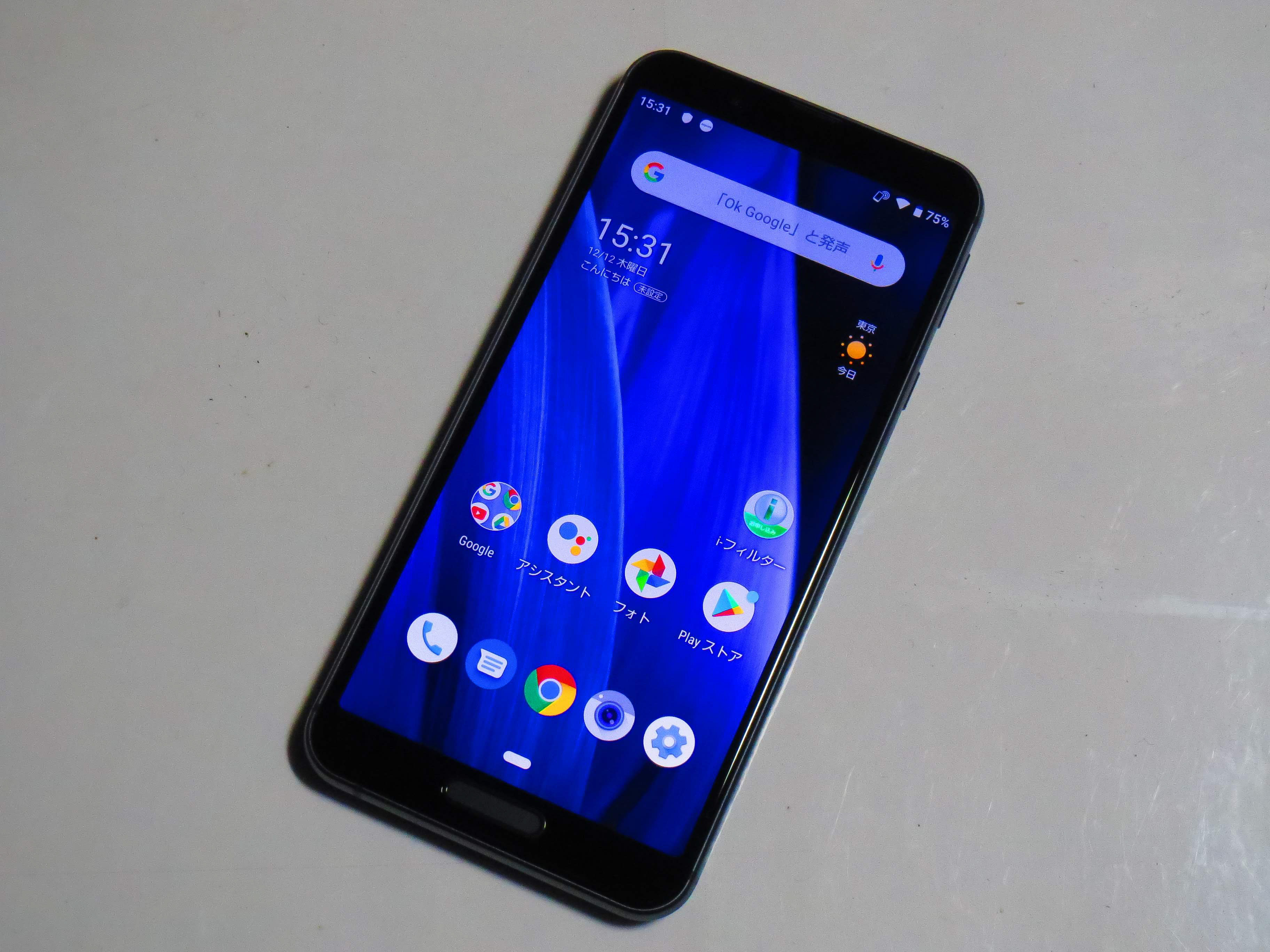
AQUOS sense3 SH-02M (2019年11月)

略称「SH（PHS端末は「S」）」 2007年までの製品の箱の色は、濃紺。
元々はJ-フォン～ソフトバンクモバイル向けの端末が主体で、ドコモにはPHSや、PHSとPDCのデュアルモード機「ドッチーモ」のみに留まっていた為、ドコモbyとして参画する。ドコモ携帯向けの本格参入は、ドコモのカメラ付き携帯電話の本格展開開始と同時期（その頃にドコモbyの名称が消滅している）。本格的な参入時期は251i、505i、900i(FOMA)シリーズと遅いが、液晶やカメラなどを得意とし、今までドコモのシェアを握っていたNECとパナソニックを追い抜いた。現在ではドコモ内、ソフトバンク内、および業界内でのシェアがNo.1。さらには2006年夏からはau向けにも端末を納入した。
2004年3月発売のSH900iでは、Word、Excel、PDFのファイル（miniSDカード経由）が閲覧可能である。SH700iS以前は自社開発のOSを使用していたが、SH902iからSymbian OSに変更した。2006年秋モデルとして、着うたフル・GPS・メガiアプリ対応のSH903iを発売、その後にNTTドコモ向けでは初めてとなるワンセグ対応AQUOSケータイSH903iTVを2007年2月28日に発売した。その他、DOLCEシリーズも販売している。
シャープが独自開発したCCDカメラ高画質処理エンジン「ProPix」搭載し、2009年夏にはCCD1000万画素、画面サイズ3.3インチ以上の端末に対して新ブランド「AQUOS SHOT」を発表。最先端のカメラ機能とAQUOSの高画質液晶技術を取り入れ人気が高い。
2011年には、シャープ製スマートフォンから新ブランド「AQUOS PHONE」開発、発売。シャープが得意とする高画質、高精細液晶に加え、テンキーボタン搭載スライド式スマートフォンが発売するなど注力している。
また、コラボレーションモデルの実績も多く、SH-06Aをベースとした映画『ヱヴァンゲリヲン新劇場版:破』とのコラボレーションモデル「SH-06A NERV」やアクセサリーブランドQ-pot.とのコラボレーションモデル「SH-04B」、SH-01Fをベースとしたテレビゲーム『ドラゴンクエスト』とのコラボレーションモデル「SH-01F DRAGON QUEST」などが開発されている。
2023年には、AQUOS R8 (非プロモデル)を国内の携帯キャリアで唯一ドコモが取り扱った。

### FCNT合同会社
(旧FCNT株式会社←旧富士通コネクテッドテクノロジーズ株式会社)

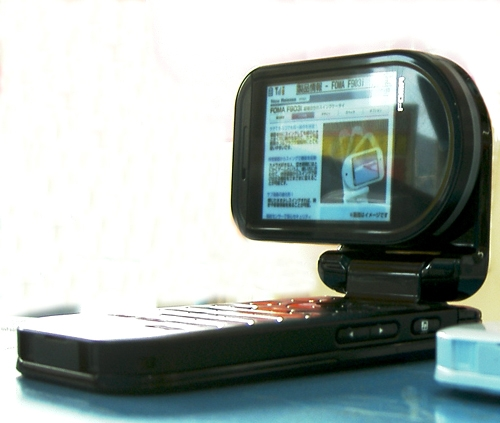
FOMA端末例・F903i 富士通製 2006年

略称「F」 2007年までの製品の箱の色は黄色。
アナログ時代の自動車電話から参画し、らくらくホンシリーズ・キッズケータイ等の個性的な端末や、GPS、指紋認証、有機EL、Bluetoothなど、最新技術の導入にも積極的。今までにも、ドコモ初のカラー液晶・和音ダウンロード対応機種（F502i 1999年12月）iアプリ対応機種（F503i 2001年1月）など、新機能搭載の先陣をきってきた。主に機能面を重視する人やパソコンとデータをシンクロ出来るためにビジネスマンに人気がある。実質ドコモのみの供給（ドコモ以外ではウィルコムにデータ専用端末を供給しているのみ）であるにもかかわらず、2008年上半期時点でシェアは4位と比較的好調である。最近では、音楽再生など、若者を対象としたマルチメディア化も進められている。OSを共有しているDシリーズと同様に、2005年11月発売のF902iから漢字変換システムにジャストシステムのATOKを採用している。
FOMAにおいては途中から切り替えを余儀なくされた他社とは異なり、音声端末としての1号機F2051より一貫してSymbian OSを採用している（FOMAの全体的な1号機はルータータイプの通信向け端末のF2611）。
2006年6月には、Windows Media Audio形式の音楽ファイル再生や、デジタル著作権管理技術（DRM）に対応している事などにより、Napster等の有料音楽配信サイトが使えるF902iSを発売した。またGPS、着うたフルにも対応したF903iも2006年11月14日に発売した。さらに、2007年2月20日に富士通端末初のHIGH-SPEED（HSDPA）端末のF903iX HIGH-SPEEDを発売した。
F903i、F903iX HIGH SPEEDは携帯電話で初めて、画面を左右に回転させてさまざまな機能を開くことができるヨコモーションケータイである。2007年に発表されたF904iではヨコモーションを903iから少し改良し、サイクロイドスタイルのような動き方をする。またこの製品は同社初のワンセグ対応端末で、3.1型のフルワイド液晶でワンセグを視聴することができる。F905iでは、ディスプレイが3.2型のフルワイドVGA液晶となり、高精細な表示が可能になっている。
なお、2010年に東芝の携帯端末事業を統合した富士通東芝モバイルコミュニケーションズが発足したが、ドコモ向け富士通ブランド製品に関しては富士通東芝に製造受託という形で行い、発売に関しては従来通り富士通本社の事業となった。
富士通は携帯電話の製造の他に、基地局用の関連機器の製造や、充電器などアクセサリ製造も行われている。
2018年にポラリスへの売却の合意が発表され、2021年にはFCNT株式会社へと社名変更した。2023年5月には民事再生手続きを開始し事実上の破産となったが、9月にはレノボによる買収が発表され、2023年10月よりFCNT合同会社としての事業が開始となった。

### 京セラ
略称「KY」
ドコモ向けは、ドコモbyとして参画していたが、後に撤退。主な端末は、「KY101」・「KY201」・「DataScope For DoCoMo」。それ以降はau とPHSのウィルコム向けに専念する。2008年4月1日に三洋電機の携帯電話事業を継承したメーカー。また三洋電機がNTTドコモ向けに開発していた車載向け通信モジュール「FOMAテレマティクスモジュール(TM01-SA)」を2009年2月以降に発売する事を発表した。その後、2018年の秋冬モデルとして、ドコモではDataScope for DoCoMo以来20年ぶりの京セラ自社開発機種となる「カードケータイ（KY-01L）」を発売した。
2023年3月には、ドコモケータイの新商品として、DIGNO ケータイ KY-42Cを投入。一方、同年5月には、将来的に個人向けスマートフォン事業から撤退することを表明。一方、企業向け携帯電話の販売は継続し、タフネススマートフォンについては個人購入も可能にする予定。

### サムスン電子
略称「SC」

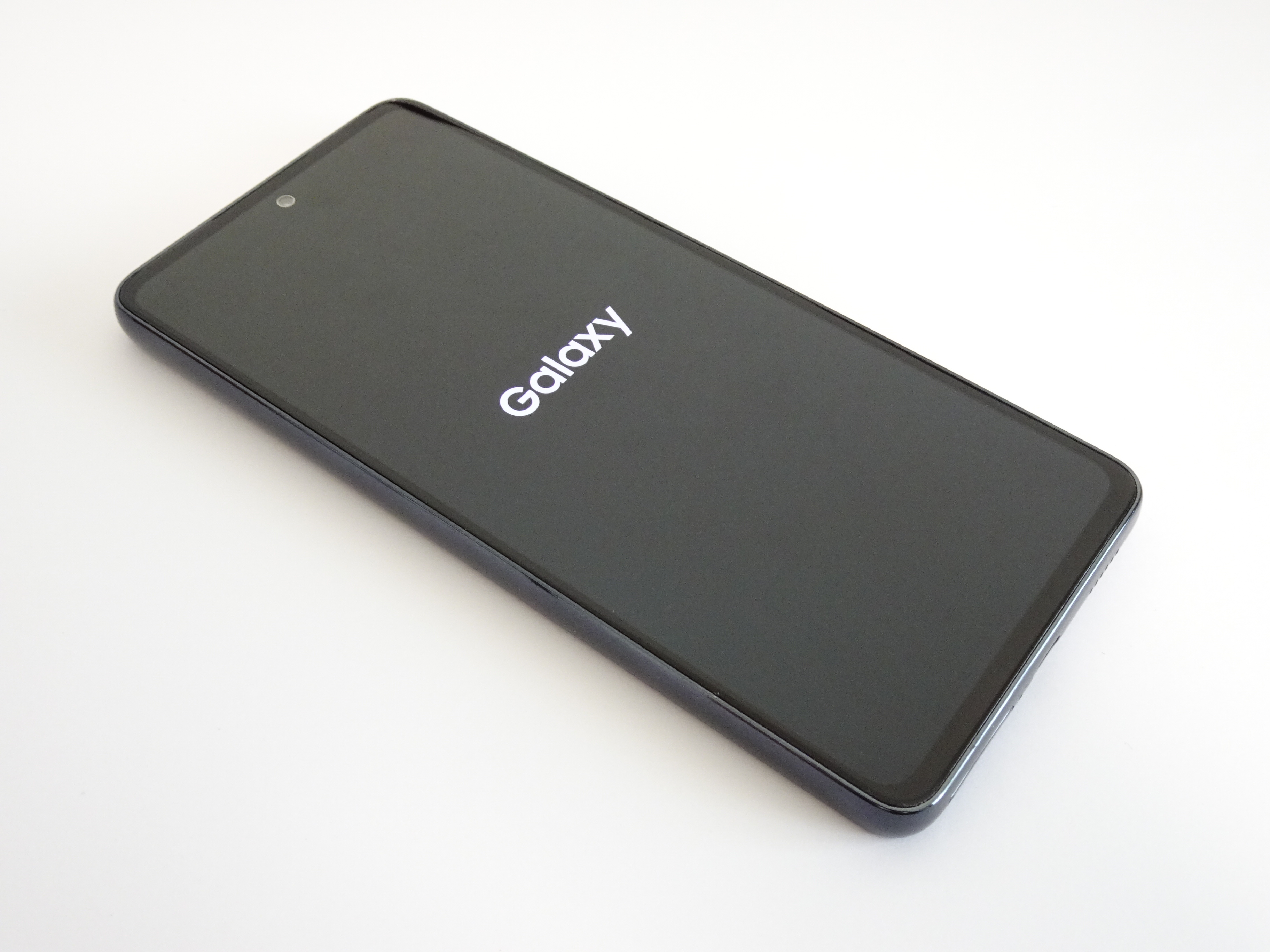
Galaxy A53 5G SC-53C (2022年5月)

2009年11月10日の新端末発表会で、docomo PRO seriesからWindows Mobile 6.5搭載のスマートフォン「SC-01B」が発売され、新規納入が開始されることが正式発表された。2010年2月26日発売開始。2010年10月28日にはスマートフォンシリーズ「Galaxy」を中心に投入。スマートフォンだけでなく、タブレット端末も発売している。サムスンは元々ソフトバンクモバイル向けが中心で、同機もSoftBank X01SCの兄弟機である。しかしサムスンはX01SC以降ソフトバンクモバイル向けに新端末の投入を行わなくなり、SC-02B以降ドコモ向けの端末供給が主となる。
2021年には、折りたたみスマホシリーズのGalaxy Z Fold3 5GとZ Flip3 5Gの販売を開始した。2023年発売のGalaxy S23 Ultra SC-52D及びZ Fold5 SC-5Dでは、ベースとなる256GBストレージのモデル他、512GBのオプションを用意した。

### Apple
略称はなし。

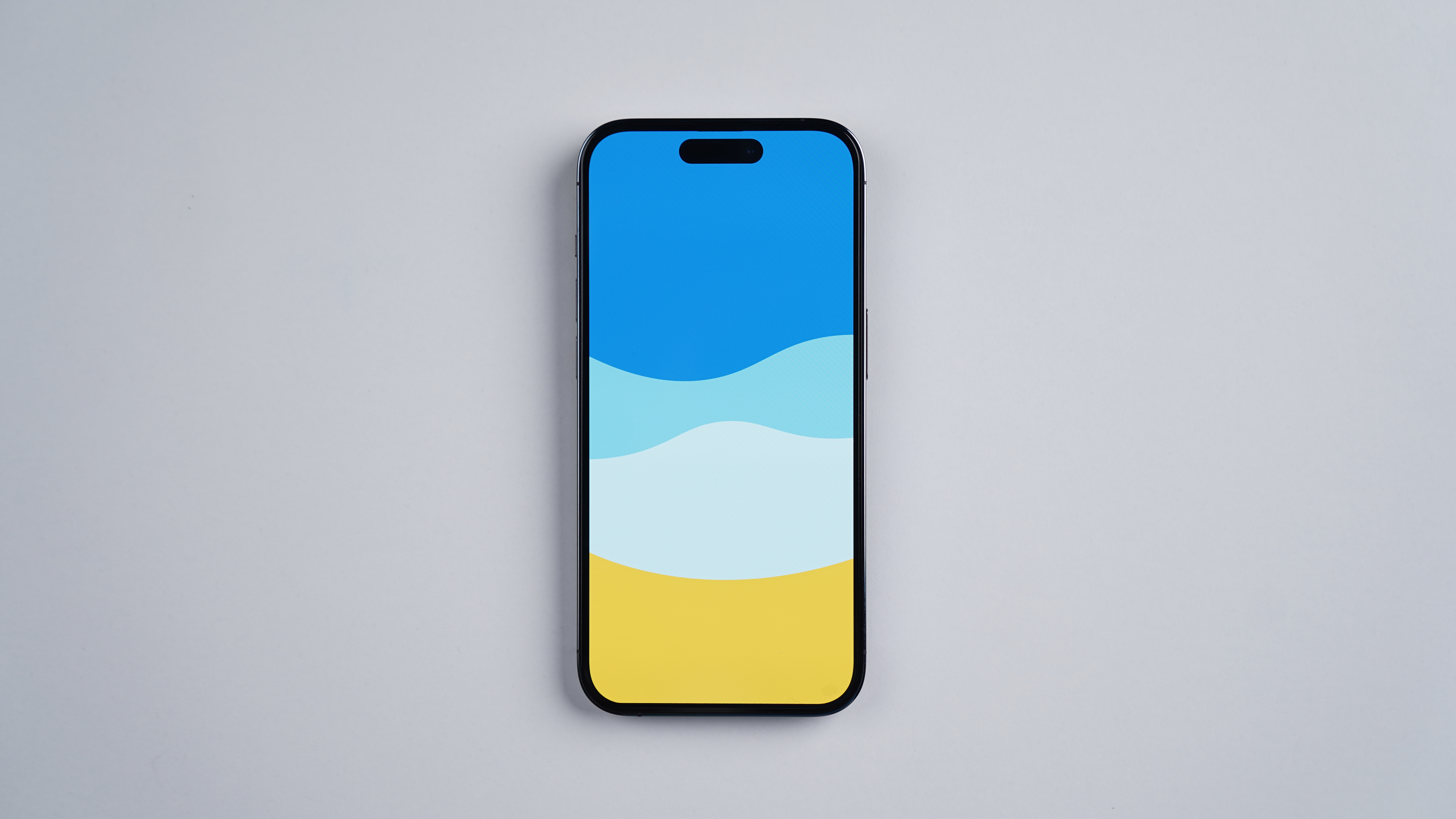
iPhone 14 Pro (2022年9月)

2013年9月からiPhoneの販売に参入しており、iPhone 5sとiPhone 5cを発売する。これにより、iPhoneはau・ソフトバンクモバイルも含め3キャリアでの販売が行われる。2014年5月にはiPadの取り扱いも決定した。2020年10月には5G対応のiPhone 12を発売した。

### Google
略称はなし。

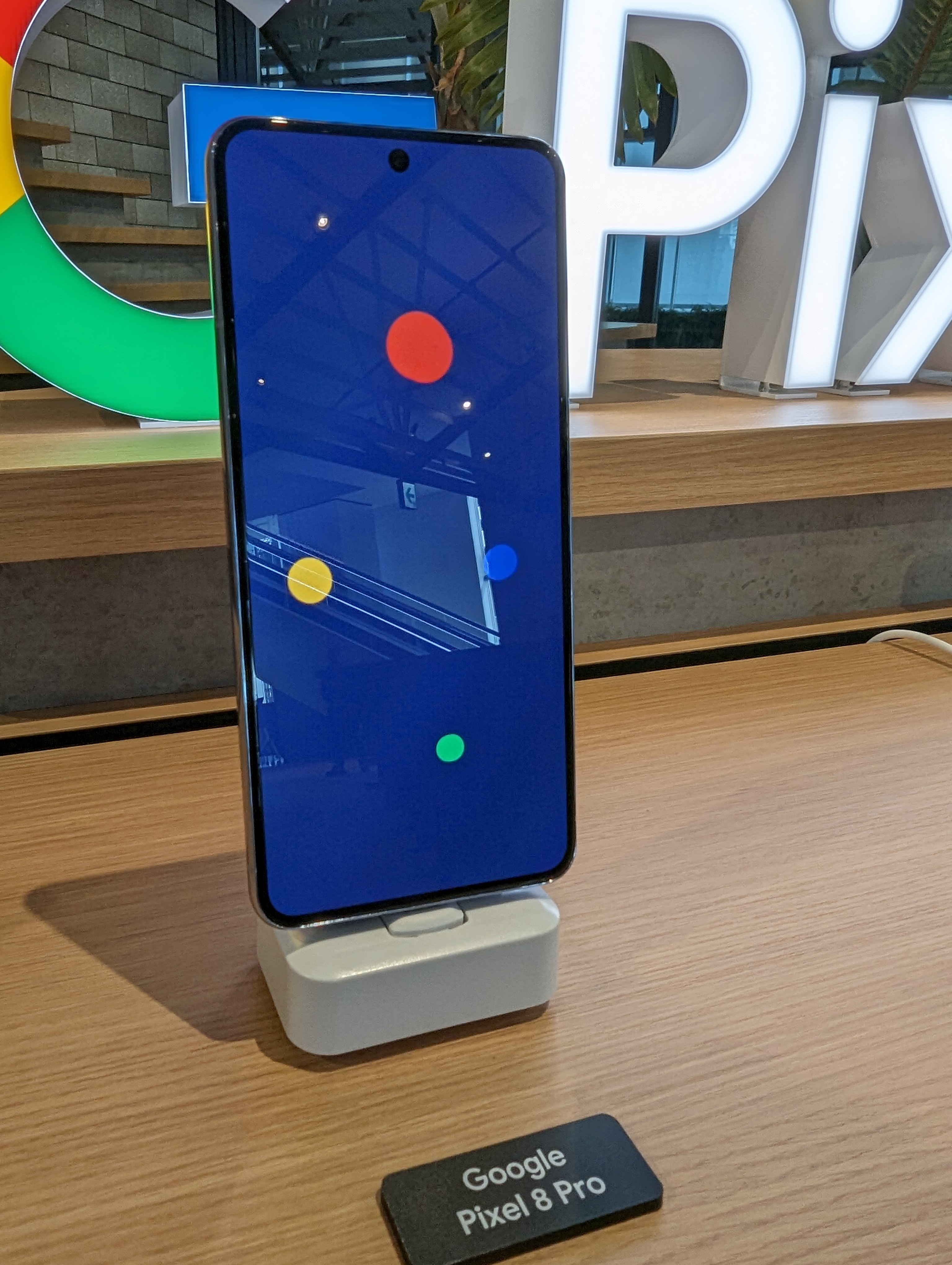
Google Pixel 8 Pro (2023年10月)

2018年11月にGoogle Pixelの販売を開始。Google Pixel 3とGoogle Pixel 3 XL、2019年にはGoogle Pixel 3aを販売した。2020年から2022年の間はドコモにおける新機種の取り扱いはな買ったが、2023年5月にGoogle Pixel 7aを発売したことでGoogle Pixelの販売が再開された。これにより、Google PixelはKDDI・ソフトバンクも含め3キャリアでの販売が行われる。7月にはGoogle Pixel Foldを発売した。
また、Google傘下のFitbitが開発するウェアラブル端末の販売も行っている。

## 過去に納入していたメーカー
NTTドコモ向け端末供給からの撤退を明言、または供給が途絶えているメーカー。

### ファーウェイ
略称「HW」
お便りフォトサービス用端末フォトパネル02を納品している。またFOMAユビキタスモジュール「FOMA UM01-HW」を2010年度9月に発売を開始した。HW−02C以降キッズケータイも担当。2012年11月21日には、ファーウェイとして初の日本国内ローカライズモデルのスマートフォンHW-01Eを投入した。2019年のHUAWEI P30 Proを国内キャリアにおいて独占販売して以降、ファーウェイの新機種は発売されていない。

### NECカシオ モバイルコミュニケーションズ・NEC
略称「N」及び「CA」 2007年までの製品の箱の色は、緑色。

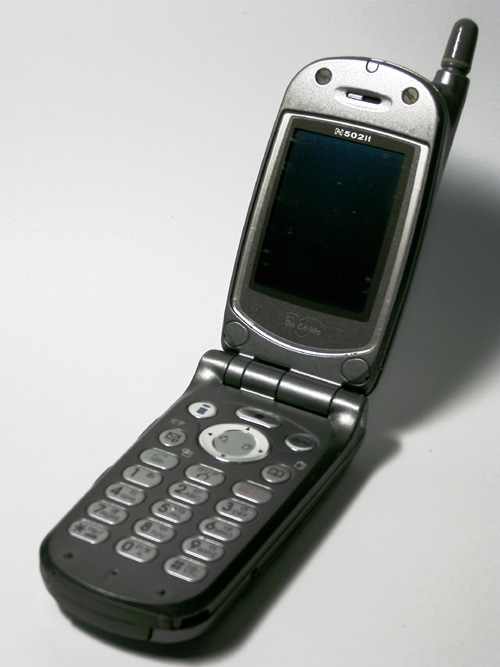
mova端末・N502it NEC製 2000年

アナログ時代の自動車電話から参画し、日本における折りたたみ型端末のパイオニア。折りたたみを普及させた機種はTZ-820・TZ-821型の「デジタルムーバN」（1993年3月）とN207S（1999年2月）・N502i（2000年2月）・N502it（2000年9月）である。デザインに関してはやや保守的な面があるが、固定ファンが多い。N504i（2002年5月）頃から、サブディスプレイの大型化やカメラモジュールの関係でアンテナをキー側にとりつけるメーカーが多くなったが、N211i（S）とN506i（S）以外の折りたたみ式movaでは一貫して、アンテナをディスプレイ側に取り付けていた。
今や折りたたみで有名になった感じの同社だが、かつてはストレート端末に力を入れていた時期もあった。1997年4月発売のN203では、世界最軽量の座をPから奪い（92グラム）当時はまだ珍しいパールホワイトのカラーを採用し、女性を中心にヒットを出した事もある。FOMAではデュアルモードサービス対応のN2701（2003年5月）以外は、アンテナが内蔵式である。
以前から操作性が独特で、他のメーカーに変えることを引き止める要因となっていたが、最近ではパナソニックも同じOSを採用しているためにやや解消されている。N900iL（企業向け・無線LAN内蔵モデル）とN901iC（2005年1月）以降のFOMA端末はLinuxを採用している。

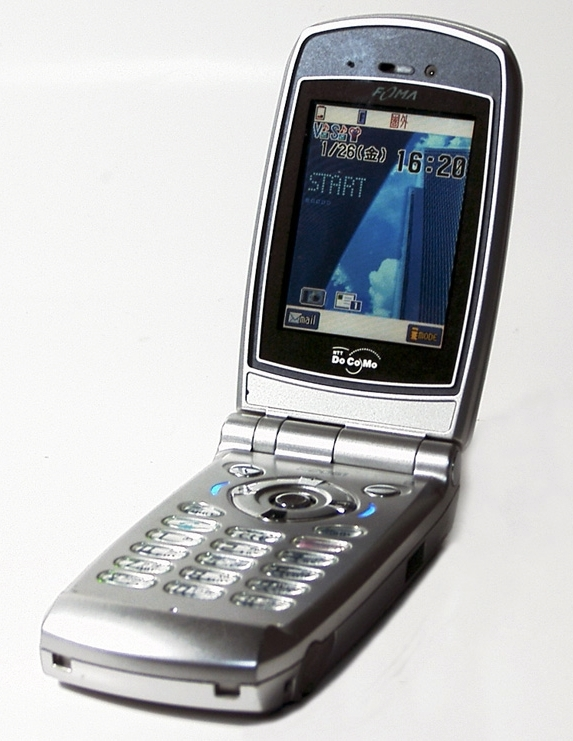
FOMA端末・N2051 NEC製 2003年

最近の同社の製品の特徴は、N2051（2003年1月）以降のFOMAに「ニューロポインター」というポインティングデバイスを採用していることである。「ニューロポインター」は、画面上でパソコンのマウスのようにカーソルをあらゆる方向に動かせるのが特徴。「決定ボタン」の役割も兼ねている。操作性には好き嫌いがわかれるが、フルブラウザ搭載のN901iS（2005年6月）ではその操作感覚がパソコンのブラウザ使用時に近く、画面スクロールもかなり高速でできる事から、その効果を発揮している。
そして、デザインにも力を入れる製品が増えてきたのもFOMA以降の同社製品の傾向である。N900i（2004年2月）では「アークライン」という横から見ると弓のようななだらかなラインを描いたデザインにした。現在はN902iS、N903iなどでアークラインの進化版ともいえるLink Face Designというスタイルを持つ。N701i（2005年9月）では着せ替えパネルを起用している。
また2007年はデザインの年と位置づけており、2007年4月23日に発表されたN904iはイタリア人有名デザイナーのステファノ・ジョバンノーニとのデザインコラボレーションモデルとなっていて、2つのBOXを組み合わせたようなデザインを採用し、外側と内側のカラーが違う、ベーシックかつグラフィカルなデザインである。内蔵コンテンツも彼のデザインしたALESSIの「Magic Bunny」など、遊び心あふれるコンテンツを搭載している。またこの端末はイタリアのデザイン展示会ミラノサローネにドコモ、NEC、ステファノの3者の提携で出展している。
また、カメラ機能は従来はそれほど強くなかったが、N902i（2005年11月）は携帯電話のカメラとしては初の静止画手ぶれ補正機能を搭載した。N902iS（2006年6月）でスーパーデジタル手振れ補正、N903iでウルトラデジタル手振れ補正と称し、多数の軸による手振れを軽減した。またPictMagicを採用し、被写体をきれいに撮影できる自動補正機能、色被り補正などにも対応している。パナソニックと協業していることから撮像素子にνMaicoviconを搭載している機種もある。
文字入力に関しては、基本的には自社開発の変換システムとテジック・コミュニケーションズが開発したT9を採用し、N902iSからは新しい変換システム「Mogic Engine」を採用している。しかし2006年4月25日に発売されたN600i（SIMPURE N）のみにジャストシステムのATOKを採用した。
2006年にパナソニックと合弁で開発会社「アドコアテック」及び「エスティーモ」を設立、通信プラットフォームやミドルウェアなどを皮切りに共通開発を始めている。Linuxベースの携帯電話プラットフォーム開発を推進する「LiMo Foundation」の加盟社数が50社を超えるなど協業の範囲が広がってきたことを受け、エスティーモは2008年秋に清算されたが、アドコアテックについては今後も活動を継続するとしている。
2006年には日本初の3,5GのHSDPA対応モデル「N902iX HIGH-SPEED」を納入した。またN903iからはドコモの中でいち早くVGA液晶を積んでいて、N904iでは3型のWVGA液晶を実現した。
2007年に発売されたN703iμは厚さが11.4mmで、P703iμと並んで、W-CDMA方式の折りたたみ式端末で販売当初最薄だった。また、2008年2月発売のN705iμでは、P705iμと共にW-CDMA方式の折りたたみ式端末で世界最薄の厚さ9.8mmとなった。（2009年6月現在）
2010年5月にこれまでの日本電気の携帯電話事業を承継した新会社「NECカシオモバイルコミュニケーションズ」が設立され、翌6月にはカシオ日立モバイルコミュニケーションズを吸収合併し再スタートを切った。当初はドコモ向けには引き続きNECブランドの端末をリリースしていたが、2011年夏モデルで、初めてとなるカシオブランドの端末「EXILIMケータイ CA-01C」がリリースされた。
その他のNECグループはNEC本体ではMEDIASシリーズタブレットの販売を行っており、NECアクセステクニカはHome Wi-Fiサービスに対応するWi-Fiルーター「Aterm WR8166N」を供給している。
2013年7月31日にスマートフォン事業の撤退を発表しており、今後はフィーチャーフォン及びタブレット端末のみの供給となる。

### バッファロー
略称「BF」
モバイルWiFiルーター BF-01BよりNTTドコモへ納品を開始している。現在はこの機種のみで2013年に入ってからは発売されていない。

### 日立国際電気（旧：国際電気）
略称「KO」
携帯電話普及の比較的早い時期にドコモby端末として発売していたが、カラー液晶やiモードが主流になり始め、KO210i（同社唯一のデジタルムーバブランド）を最後に一般ユーザー向け携帯電話事業からは撤退。2002年1月からは業務用組込機器（主として自動販売機運用管理システム等）向けのDoPa Mobile Ark 9601KOやFOMAユビキタスモジュール(UM01-KO、UM02-KO)を製造販売している。
なお、親会社の日立製作所はドコモ向けの端末は製造せず（地上設備は手掛けていた）、DDIセルラーグループ・日本移動通信向けのみ製造していた。
その後、カシオ計算機及びNECと統合したが、最終的に事実上の撤退となった。

### ブラックベリー
カナダのスマートフォンメーカーであるリサーチ・イン・モーション（現ブラックベリー）も、世界最大シェアのスマートフォンであるBlackBerry端末・BlackBerry 8707hを2006年9月より法人向け限定で発売開始。発売当初は英語版であったが、翌年7月より日本語版OS搭載機を発売している。
2008年8月より個人向けサービスであるBlackBerry Internet Serviceを開始。
2009年2月20日にBlackBerry Boldが発売された。
2013年現在は新機種が出ていない。

### 日本無線
略称「R」 端末購入時の箱の色は赤紫色。
アナログ時代のムーバRから参画していた。R692iまで出したが、2005年現在ドコモの商品一覧から消える。放送局の送信機や業務用・プロ用の無線機の専門会社であり、遊び心は無い（とはいえ最後のモデルであるR692i(GEOFREE)は防水構造を持っていた）が感度や耐久性はあった。現在はウィルコム向け（AIR-EDGE PHONE）のみ供給している。Rは、旧社名称・Japan 「R」adio Co,.Ltd.から。

### HTC
略称「HT」

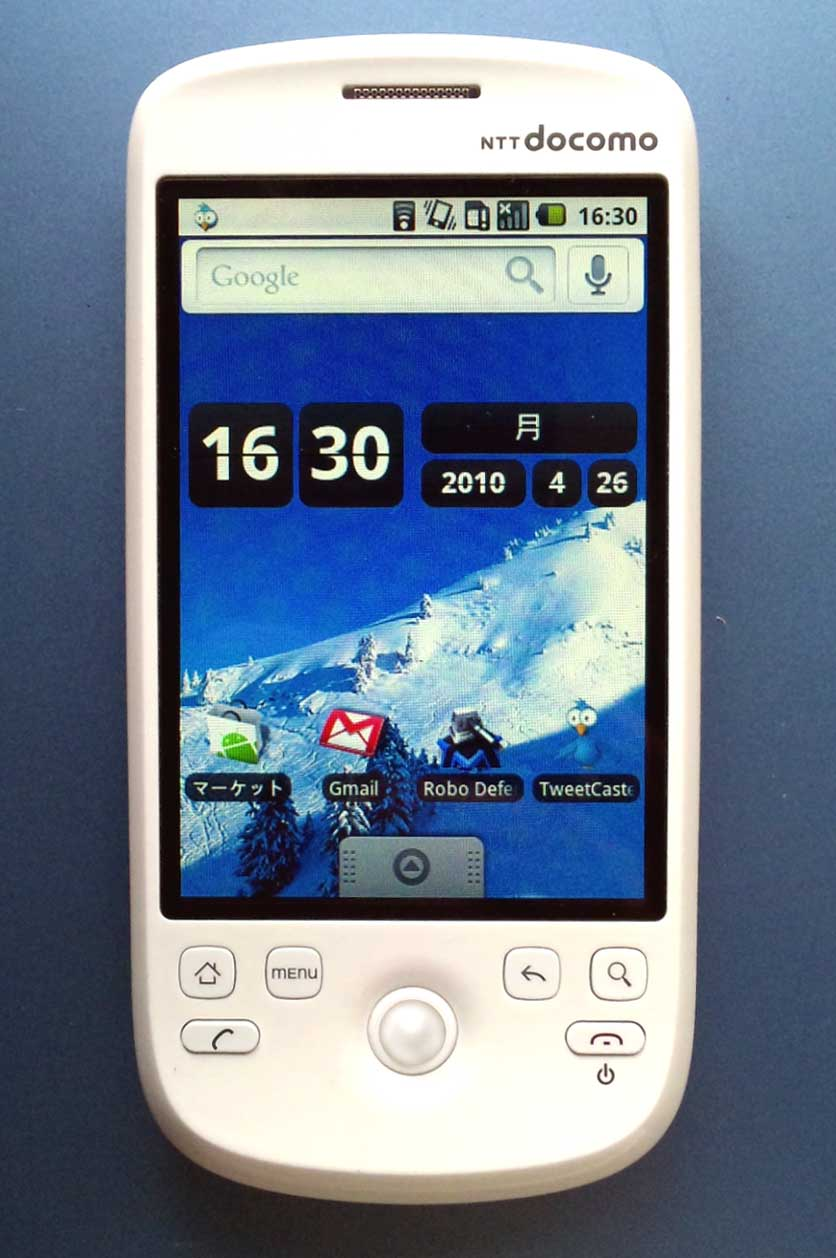
HT-03A(Android搭載端末)

主にスマートフォンを供給している。2006年7月に法人向けにhTc Zを発売後、2008年6月に個人向けにHT1100を、さらに2008年冬には海外で展開している「Touch Pro」、「Touch Diamond」を、それぞれHT-01A、HT-02Aとして発売した。
また2009年7月には日本初のandroid OS搭載端末HT-03A（HTC Magic）を発売した。
しかしそれ以後新機種の投入がなく、ソフトバンクモバイル向けも001HTを最後に途絶えており、現在HTCはauにのみ端末を製造している。

### パナソニック モバイルコミュニケーションズ

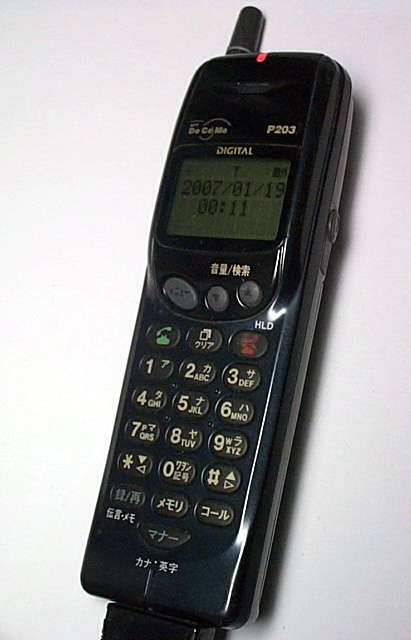
PDC端末例・P203 パナソニック製 1997年

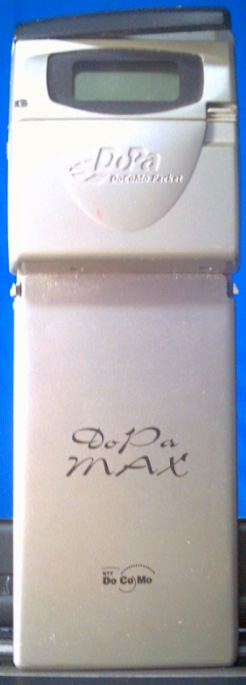
DoPa端末例・2881P パナソニック製 1999年

略称「P」 2007年までの製品の箱の色は、水色。
アナログ時代の自動車電話から参画し、P504i（2002年6月）やprosolid（2004年11月）、P252iS（2004年4月）など、薄型、小型端末が得意。1996年～1999年頃までは同社の製品から「世界最軽量モデル」が続出した。携帯電話で初めて100グラムをきったP201（1996年10月）ではその軽さが話題になり、爆発的なヒットを記録した。2005年11月現在の最軽量モデルも同社から発売された、P208（1999年11月）で、わずか57グラムである。iモードサービスが始まる前はPが一番の人気ブランドであった。
FOMAのP2102V（2003年3月）以降は、デザインは独自ながらNECと協業した端末を発売。OSやT9・カメラのCMOSシステムを採用しているが、901i以降はLinuxベースのOSを使用している。FOMAのP2102V以降、プラットフォームが変わった為に使い勝手も変わり、同社が行ったアンケートでもNECとのOSの共通化については不評であった。具体的には、予測漢字変換に切り替える時にマルチファンクションキーの下方向のボタンを長押ししなければならないこと、クリアキーが他のメーカーと違って「2」ボタンの上ではなく「電源」ボタンの上にある事、全体的に操作速度が鈍い事などが挙げられていた。そのため、2005年10月に発売されたP701iDから、ボタン配置をより一般的なものにし、少し同社の独自性を持たせたインターフェースを採用している。P902iでは、操作レスポンスが高速化され、文字入力システムにPDC製品のP211i（2002年1月）以降に採用していたオムロン「モバイルWnn」を取り入れた。
折りたたみ式携帯電話では唯一、携帯電話ヒンジ部分脇のプッシュボタン（通称：ワンプッシュオープンボタン）を押すと電話が開く機構を備えている。P900i（2004年2月発売）以降の機種（P901iTV,P903iTV,P903iX HIGH-SPEED,P905i,P905iTVを除く9シリーズ）は、携帯電話のジャケットを「着せ替え」が可能（通称：カスタムジャケット）で、オリジナルのジャケットも作成でき、若い年代に特に注目を集めている。自社で開発したカメラの撮像素子νMaicovicon（ニューマイコビコン）はCCDの高画質とCMOSセンサーの低消費電力を兼ね備えている。
また、サントリーの缶コーヒーBOSSのキャンペーン賞品としてBOSS仕様の携帯電話（通称：ボス電）を1999年、2000年、2004年、2005年に製作している。過去に登場した“ボス電”は P501i・P209iS・P900i・P901i の各機種をそれぞれベースとしており、全体のカラーはゴールドと黒で統一され、待受画像・着信メロディなどもBOSSオリジナルのものが入っている（店頭販売はしていない）。
P901iSからは音楽機能の充実を図り、SD-Audioに対応し、P902iからはBluetoothに対応し、ワイヤレスで音楽を聞くスタイルを提唱している。またP902iSではN902iX HIGH SPEEDを除く902iシリーズで唯一着うたフルに対応し、P702iDでは70Xiシリーズ初の着うたフル対応端末となった。そしてP904iからはWindows Media AudioのDRMに対応し、ドコモの音楽の売りであるnapsterが使用可能になった。
また、ワンセグ対応のP901iTV（2006年3月）、P903iTV（2007年2月）、P905i（2007年11月）、P705i（2008年1月）、P905i（2008年2月）を開発するなど、ワンセグには力を入れている。最近では各社がワンセグのさまざまな視聴スタイルを提唱しているが、パナソニックはP905iTVはフルスライド機構、P905iはWオープンスタイルという縦横に開くことが出来る機構、P903iTVとP901iTVはスイッチスタイル（回転二軸）という画面を90度、180度などさまざまな角度にして視聴することができる機構を採用している。なお、P705iは通常の折りたたみ式を採用している。2007年4月にパナソニック端末初のHIGH-SPEED（HSDPA）端末のP903iX HIGH-SPEEDを発売。またこの端末は携帯電話で初めて（スマートフォンは除く）Windows Media Videoの再生に対応しており、フルブラウザ時にサイトにあるWMVコーデックのムービーを再生できる。またパソコンテレビGyaOのコンテンツも再生することができる。
2006年にNECと合弁で開発会社アドコアテック及びエスティーモを設立、通信プラットフォームやミドルウェアなどを皮切りに共通開発を始めている。前述の通りエスティーモは2008年秋に清算されたが、アドコアテックは今後も活動を続ける。
P703iμ(2007年2月9日)では、N703iμと共に（意図的に同じ厚さになったわけではなく、開発の結果、同一の厚さになった）W-CDMA方式の折りたたみ式端末で当時世界最薄の厚さ11.4mmとなった。また、P705iμ(2008年2月)では、N705iμと共にW-CDMA方式の折りたたみ式端末で世界最薄の厚さ9.8mmとなった。（2009年6月現在）
前述のNECカシオと同様に今後はフィーチャーフォンのみの供給となる。

### LGエレクトロニクス

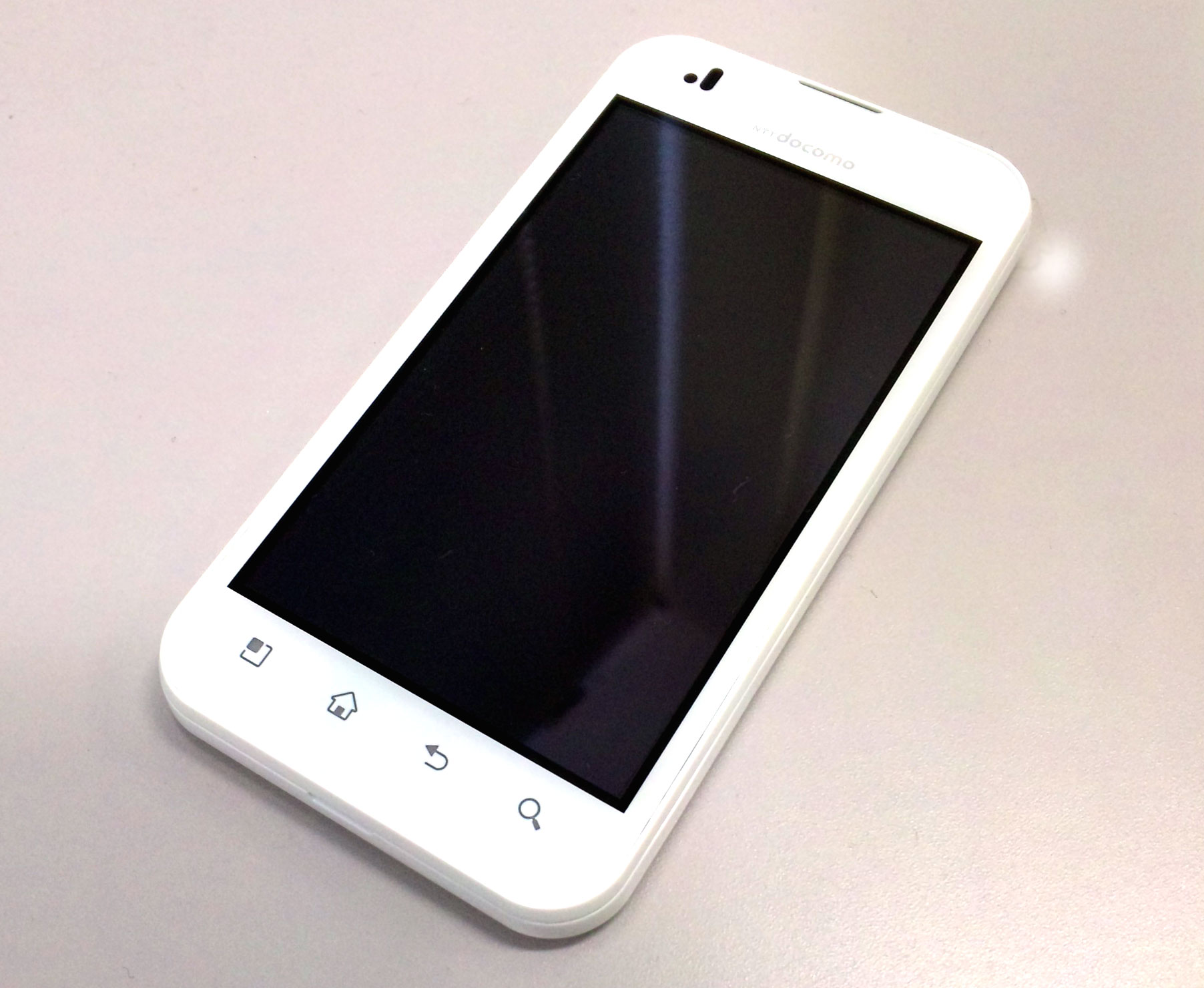
Optimus Bright L-07C

略称「L」 2007年までの製品の箱の色は、赤色。
2005年6月、FOMA端末をNTTドコモと共同開発することで基本合意。2006年4月14日、FOMAの新シリーズ「SIMPURE L」（L600i）発売で日本市場へ初参入。2006年11月17日には「SIMPUREL1」(L601i)を発売した。そして2007年6月29日にはゲームボーイアドバンスなどを手がけたフランス人プロダクトデザイナー、グエナエル・ニコラがデザインした「SIMPUREL2」を発売。美しさと使いやすさが融合したデザインとなっている。
また、2007年7月4日に発表された「704i series」として、世界で1000万台を超える大ヒット商品である「chocolate」の日本市場向けカスタマイズモデルとなるL704iを発表し、本格的にFOMAに参入した。70xシリーズとして、初めて高速通信のHSDPAに対応している。また、2008年2月には国際ローミングに対応したベーシックモデルL705iや、日本国外で発売されている「Shine」の日本市場向けカスタマイズモデル、L705iXが2008年3月8日に発売された。この機種はドコモで初めて7.2MbpsのHSDPAに対応している。2008年6月には、既に前年に日本国外向けに発売している、高級ファッションブランドのプラダとのコラボレーション端末KE850をドコモ向けにカスタマイズしたL852i（PRADA Phone by LG）を発売した。
2010年12月には、次世代の携帯電話技術の一つであるLong Term Evolution（LTE）のドコモ版サービス『Xi』（クロッシィ）のサービス開始に合わせ、同サービスに対応する初の端末としてL-02Cを投入するなど、次世代技術の開発にも積極的である。
2015年10月には、Androidスマートフォンのフラッグシップ端末であるNexus 5Xを投入し、iPhone 6sに対抗する形で『PREMIUM 4G』にAndroid端末で初めて対応した。
2021年にLGは、スマートフォン事業からの撤退を発表した。

### 三菱電機

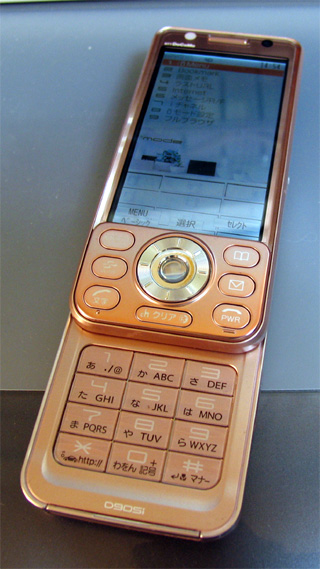
D905i 三菱電機製 2007年

略称「D（「菱」を表すDiamondの頭文字から）」 2007年までの製品の箱の色はピンク。
アナログ時代の自動車電話から参画し、フリップ型を得意とした。フリップがついているためそれほど軽くはなかったものの、ボタンが隠れているために携帯時に誤動作がおきにくかったり見た目もスマートだったため、根強い人気があった。カラーバリエーションによってデザインを変更していたモデルもあった（D206 1998年1月）。その後、横撮りスタイルでデジタルカメラのように撮影可能な「スピンアイ」構造やスライド型が主流となり、D903iでは女性を意識した色を投入した。D702iFでは、女性の外見をきれいに見せるデザイン「マーキスライン」を初めて携帯電話に使用した。漢字変換にはD503i（2001年3月発売）以降のPDC製品と、FOMAD900i（2004年6月発売）とD902i以降の第三世代FOMAは、ATOKを搭載している。音楽機能を強化した小型携帯電話「Music PORTER」が発売されている。FOMAにおいては富士通と901i以降OSを共通化している。その為2005年発売の商品（D901i・D901iS・D701i）でATOK採用を見送っていたが、2005年11月に発売されたD902iから再びATOKが採用された。外部メモリーも、企画端末を除くSymbian OS採用製品は、D902iSまではFシリーズと同じminiSDカード、D903i以降はmicroSDで、その他の製品（Symbian OS搭載企画端末「Music Porter II」も含む）はメモリースティックDuoである。D903iから90xシリーズでNTTドコモ端末としては珍しく、FMラジオの受信および放送中の曲がサーチ出来る端末を発売している。2007年2月16日には、同社初の厚さ19.8mmの薄型スライド式ワンセグ対応端末D903iTVを発売。FOMAでは珍しいスライド端末やストレート端末、2画面端末（D800iDS）など、個性的な端末を多く開発していた。そしてD904iではモーションコントロールセンサーを採用しており、ビデオクリップや直感ゲーム時に力を発揮する。
2008年3月3日、携帯電話端末の開発・生産からの撤退を表明。同年5月にはD906iの発売を予定していたが、取りやめとなった。同社の携帯電話はD705i・D705iμが最後となった。撤退の要因は、販売不振であるが、その理由は「末期にはスライド式とストレート式しか納入しておらず一部のユーザー（スライド&ストレート式の愛好者とDシリーズを長年愛用している人）にしか受け入れられず、販売不振につながった。」とのこと。なお同社端末の特徴の一つでもあった、回転型十字キー「スピードセレクター」についてはP-02Aなどパナソニック製の端末の一部に受け継がれており、三菱電機からパナソニックに対し「スピードセレクター」の商標の使用権と技術・ノウハウが供与されている。 なお、衛星電話のワイドスターは引き続き生産している。

### 富士通モバイルコミュニケーションズ(旧・富士通東芝モバイル←東芝モバイル←東芝)
略称「T」 端末購入時の箱の色はうぐいす色。

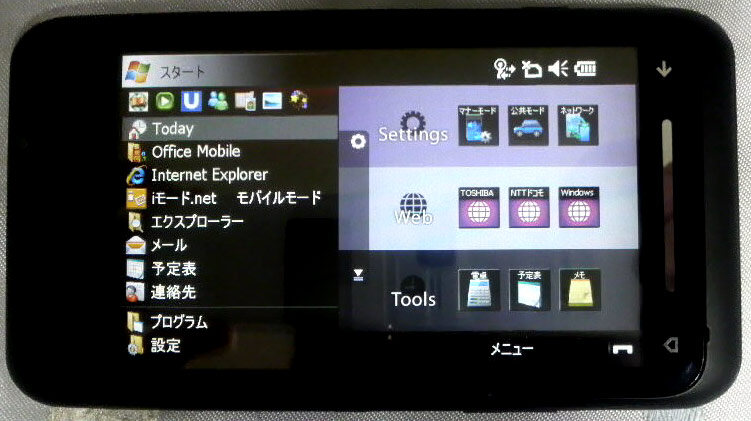
T-01A

ドコモ向けは、ドコモbyとして参画していた。「TS920」や「TS101」・「TS206」を出していたが、東芝がムーバシリーズでの発売を要望したにもかかわらず、却下された為同社との関係が悪化し、ドコモから一時撤退する。その後、FOMA端末の「T2101V」を出す際にドコモに再参入するが、他のFOMA端末と比べて高価だった事や発売当時のFOMAエリア網が狭いといった事もあり、売れ行きは不振であった。以後ドコモからは一時撤退しau及びソフトバンクモバイル、イー・モバイル向けを重視する方向へと転換していた。東芝ウェブサイト上の 東芝製ケータイ年表 にはドコモ端末の記載が一切なく、存在自体がなかったかのような扱いをされている(2007年初頭頃まではT2101Vの製品ページが存在した)。そんな中、2009年2月3日の日本経済新聞の報道で同年夏にスマートフォンを供給することが明らかになった。東芝、多機能携帯を日欧で強化　ドコモに7年ぶり供給へ そして2009年6月16日にT-01Aを発売し、正式に再参画を表明した。2010年（平成22年）10月1日に、富士通と新会社「富士通東芝モバイルコミュニケーションズ株式会社」を設立し、東芝の当該部門のみを受け皿とする。

### デンソー
略称「DE」 端末購入時の箱の色は橙色。
ドコモ向けは、ドコモbyとして参画していたが、後に撤退。主な端末はDE207。オリジナルキャラクター等の飾り気の無い仕上がりだった。自動車電話デジタル・カーホンE208 HYPERは近年まで細々とではあるが生産していた。(ドコモのウェブサイトの製品一覧には、2008年6月にmova端末の全ての記載が消されるまでデジタル・カーホンが発売中として掲載されていた)

### モトローラ
略称「M」 端末購入時の箱の色は濃水色。
マイクロタックと同じボディを採用した「TZ-821B・MT-811型のデジタルムーバM」や「M101」を出すも、ドコモ向けからは一時撤退し、長年にわたってドコモ向け製品を出していなかった。2005年にビジネスマン向けFOMA機M1000を発表した。形状は小型のPDAで操作はタッチペンで行う。こちらの機種はドコモ初のフルブラウザ内蔵型機種であるが、iモード非対応である。また、2006年12月14日にはその当時FOMA最薄、厚さ14.9mmの「M702iS」を発売、2006年12月22日には国際ローミングサービス(GSM)に対応した「M702iG」を発売。ちなみにM702iSのイメージキャラクターがベッカムということも有名。
2007年以降はiモード公式サイトのコンテンツ削減を行うなど徐々に縮小させ、2009年2月27日をもって日本国内向け携帯電話のサポートを終了。一部ソフトウェアの対応を除き撤退した。

### ノキア
略称「NM」 2007年までの製品の箱の色は、シアン。
NM101,NM157,NM206,NM207,NM502i以降供給を中止していたが、2006年2月にNM850iGで供給再開。2008年3月には、ノキア初の7シリーズであるNM705iが発売。ドコモ側からサービスや機能に制限を掛けられるため性能はmova2xx系ほどである。
2008年11月にドコモからMVNOにより通信回線を借り受け、富裕層向け携帯電話ブランドとして「Vertu」を日本国内で展開することを発表している。一方で同年11月27日に日本市場における一般向け端末供給から撤退することを発表しており、当初ドコモ向けに発売が予定されていたNokia E71も発売が中止されている。

### 三洋電機（大阪、現・京セラSANYOブランド）
略称「SA」 端末購入時の箱の色は小豆色。
米国クアルコム製のREX OSをベースとしたOSを採用する、国内では唯一のメーカー。au向けが主体。ドコモ向けは当初はドコモbyとして「SA101」より参画、1999年以降からドコモ向け製品を出していなかったが、2005年6月の報道にて、FOMA端末を開発中であることが明らかになり、10月1日にSA700iSが発売された。この製品はドコモの製品としては珍しく、ベースバンドチップがauの製品にも搭載されている米国クアルコム製であり、アプリケーションのプラットフォームもBREWベースで展開されている（通常FOMAのベースバンドチップは、NECと松下電器産業の製品がほとんど）。そのあたりが関与しているのか、文字入力やその他の操作時のレスポンスはかなり速いと評判であり、auで培ったGPSなど今までのドコモ端末とはひと味違った端末に仕上がっている。さらに、2006年夏には、当時のドコモでは珍しいGPS機能とラジオ機能を備えたSA702iを発売した。また、"キッズケータイ"SA800iを開発している。しかし、その後はドコモ向けの端末を出していない。キッズケータイの第二弾は富士通から出ており、ドコモ向けからは事実上撤退したと考えられる。2008年1月21日に他のキャリア向けと同様、三洋電機の携帯電話部門を京セラに売却することが決定し、4月1日付けで京セラに事業を承継した。三洋電機製の他キャリア向け端末と同様にサポートは継続している。